# Diogo José Ferreira de Eça de Meneses
Diogo José Ferreira de Eça de Meneses (Guimarães, 1 de agosto de 1772 — Lisboa, 4 de fevereiro de 1862), 3.º conde da Lousã pelo seu casamento com a condessa do mesmo título, foi um aristocrata, militar e político que, entre outras funções de relevo, foi par do Reino durante o vintismo e Ministro e Secretário de Estado dos Negócios da Fazenda (o equivalente a Ministro das Finanças) dos reis D. João VI e D. Miguel. Foi sócio honorário da Academia Real das Ciências de Lisboa.

## Biografia
Nasceu na Casa do Arco, em Guimarães, filho de Maria José Ferreira de Eça e Bourbon e de D. Rodrigo José António de Meneses, 1.º conde de Cavaleiros, e sobrinho e afilhado de D. Marcos de Noronha e Brito, conde dos Arcos, último vice-rei do Brasil e Capitão-General de Mar e Terra dos Estados do Brasil (1806-1808). Seu pai foi conselheiro da Junta da Fazenda (1790), deputado da Junta da Administração do Tabaco (1792) e governador da Capitania de Minas Gerais (1780-1783) e da Capitania da Bahia (1784-1788).
Casou a 23 de novemebro de 1801, no oratório da casa do 2.º conde da Lousã, na freguesia de São Mamede em Lisboa, com D. Mariana Antónia do Resgate de Saldanha Corte-Real da Câmara e Lencastre (1784-1848), 3.ª condessa da Lousã, título obtido ainda em vida de seu pai, a pedido deste.
Fez carreira militar na Cavalaria, tendo servido no Regimento de Cavalaria de Mecklemburgo, chegando a tenente-coronel. Acompanhou em 1808 a família real na transferência da corte portuguesa para o Brasil. Regressado a Portugal, foi deputado da Junta dos Três Estados e mordomo-mor da arquiduquesa D. Maria Leopoldina de Áustria, a quem acompanhou ao Rio de Janeiro, em 1817, em razão do seu casamento com o príncipe D. Pedro. 
Em 1821 foi nomeado por D. João VI presidente do Real Erário e Secretário de Estado dos Negócios da Fazenda, por ocasião de sua instalação no Brasil. Acompanhou D. João VI no retorno a Portugal, em 1821.
Foi nomeado e tomou posse como membro da Câmara dos Digníssimos Pares do Reino, a câmara alta das Cortes do vintismo, durante o reinado de D. João VI, em 1826, o que acabaria sendo suspenso e, mais tarde, quando restabelecido o seu lugar, não aceitou tomar assento.
Em 1827, por um curto período durante a Regência da infante D. Isabel Maria de Bragança, foi novamente nomeado Secretário de Estado dos Negócios da Fazenda e presidente do Tesouro Público. Em 1828, por nomeação do rei D. Miguel reassumiu o cargo, mantendo-se até à derrota absolutista em Lisboa em julho de 1833.
A 30 de junho de 1853 sucedeu na Comenda de Nossa Senhora da Assunção, na ilha de Santa Maria, Açores, a qual fora criada cerca de três séculos antes para recompensar alguns fidalgos da família Coutinho (Marialva). D. Diogo no âmbito destas funções organizou e regulamentou as côngruas aos párocos e as necessidades dos cultos nas igrejas da comenda, assim como ordenou a criação do curato de Nossa Senhora do Bom Despacho, na Almagreira, concelho de Vila do Porto. Com a morte do 3.º conde da Lousã, sem herdeiros directos, extinguiu-se esta organização comendatária na ilha de Santa Maria.
Não teve filhos, pelo que deixou em testamento a divisão do que restava da sua fortuna por cinco principais herdeiros escolhidos entre os seus familiares, assim como por servidores da maior confiança e outros familiares. D. Luís Vitorino de Lencastre (1809-1893), seu cunhado, foi nomeado testamenteiro e, em recompensa deste encargo, herdou a Quinta das Amendoeiras em Cadafais, no concelho de Alenquer. Deixou ainda alguns legados em dinheiro para distribuir por conventos de freiras de Lisboa, por caseiros e criados de menor importância, assim como pelos pobres da freguesia.
Foi grã-cruz da Ordem de Nossa Senhora da Conceição de Vila Viçosa, comendador da Ordem de Cristo, grã-cruz da Ordem de Leopoldo da Áustria (Österreichisch-kaiserlicher Leopold-Orden) e sócio honorário da Academia Real das Ciências de Lisboa a partir de 11 de novembro de 1830.